# Da ist der Wurm drin
Da ist der Wurm drin — кубикова настільна єврогра авторства Кармена Кляйнерта, опублікована 2011 року видавництвом Zoch Verlag. Того ж року вона здобула відзнаку «Дитяча гра року» від журі конкурсу Spiel des Jahres. Гра рекомендована для дітей від 4 років і розрахована на 2–4 гравців. Одна партія триває приблизно 10–20 хвилин.
Учасники ведуть своїх «черв’яків» через ігрове поле у вигляді городньої грядки, витягаючи елементи «тіла» зі схованки під час кидків кубика. У розширеній версії гравці роблять ставки на те, чий «черв’як» буде попереду у двох проміжних точках.

## Комплектація та перебіг гри
Ігрове поле містить чотири вузькі канали, в яких «черв’яки» просуваються вперед. Більшу частину ігрового поля вони сховані під верхньою накладкою, проте в двох місцях через спеціальні прорізи можна побачити, який «черв’як» лідирує. Ці місця позначені ромашками та полуницями.
Кожен гравець починає з розміщення «голови» свого черв’яка у власному каналі. Потім, залежно від результатів кидків кольорового кубика, гравець додає до черв’яка елемент тіла відповідної довжини, просуваючи його вперед. Партія завершується, коли голова одного з черв’яків виходить з-під накладки й досягає «компостної купи». У базовому варіанті для молодших гравців перемогу здобуває власник першого черв’яка, який дістався фінішу.
Старші діти від 6 років можуть скористатися розширеними правилами: двічі протягом гри можна поставити на те, чий черв’як буде попереду в місцях із ромашками та полуницями. Для цього вони розміщують спеціальні жетони із зображеннями ромашки та полуниці на доріжці того черв’яка, який, на їхню думку, лідируватиме. Якщо їхня ставка вірна, вони подовжують власного черв’яка відповідним елементом, підвищуючи свої шанси на перемогу.

## Цільова аудиторія
Гра рекомендується для дітей від 4 років, тож вона орієнтована на дуже юну аудиторію. Журі відзначило гру як «просто зрозумілу, дуже кумедну «“черв’якову” перегонищу», яка «завдяки простим правилам та чудово оформленому ігровому полю особливо підходить для наймолодших гравців».